# Jean de La Barrière
Jean de la Barrière (Saint-Céré, Òlt, Migdia-Pirineus, França, 29 d'abril de 1544 - Roma, 25 d'abril de 1600) va ésser un monjo cistercenc, abat i reformador de l'abadia de Notre-Dame de Feuillant prop de Tolosa de Llenguadoc i fundador de la Congregació Cistercenca de Feuillant o Orde dels Fuliencs. Ha estat proclamat venerable per l'Església catòlica.

## Biografia
De família molt cristiana (el seu pare era cavaller del Quercy) Jean va estudiar humanitats a Tolosa i Bordeus. El 1562 fou nomenat abat comandatari de l'abadia cistercenca de Feuillant, propera a Tolosa, però no en prengué possessió fins al 1565. Acabà els estudis eclesiàstics a la Sorbona de París i hi conegué Arnaud d'Ossat, després cardenal. El 1573, va decidir de fer-se monjo a Feuillant i reformar l'abadia.

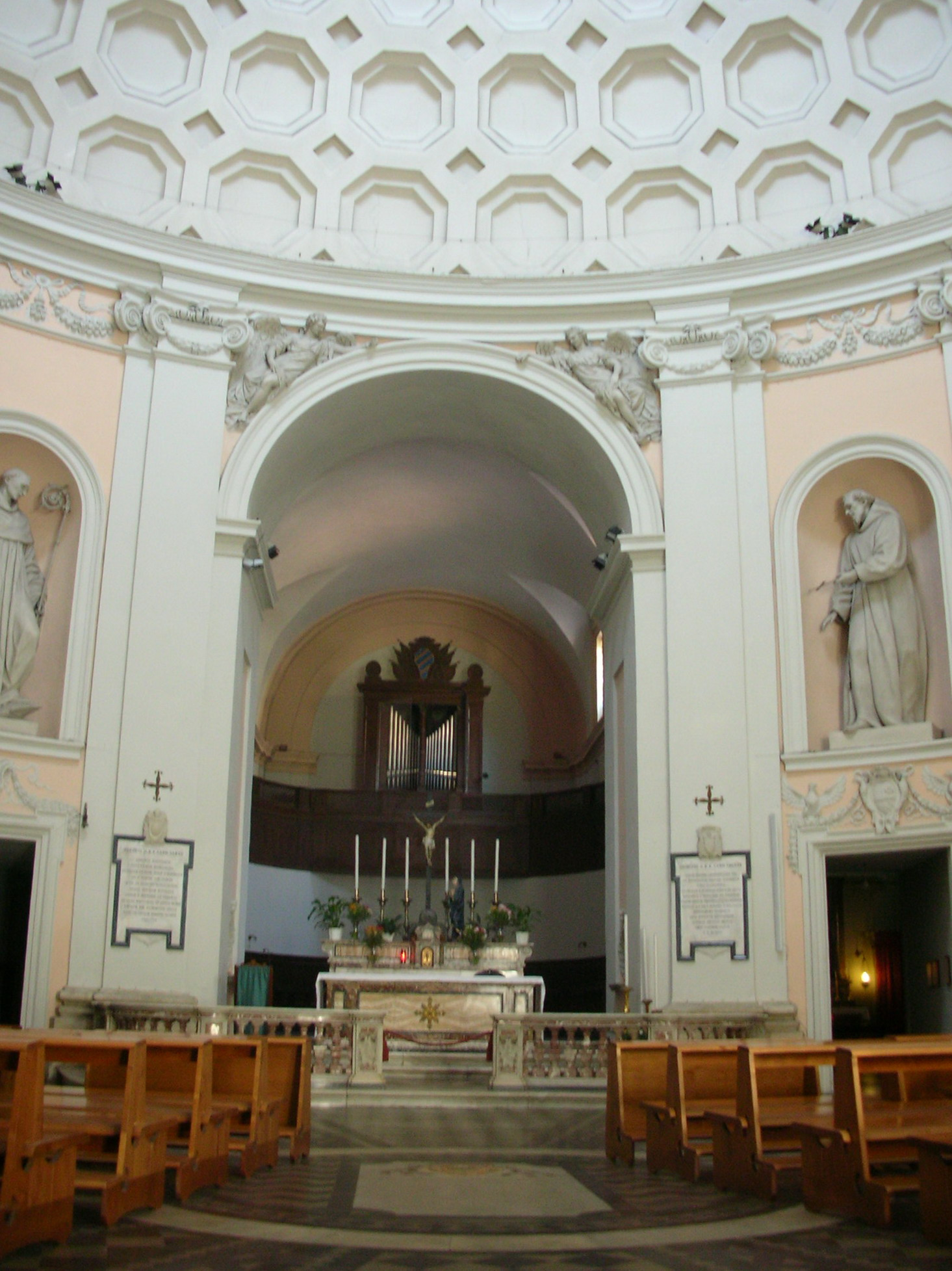
San Bernardo alle Terme, on és enterrat el monjo.

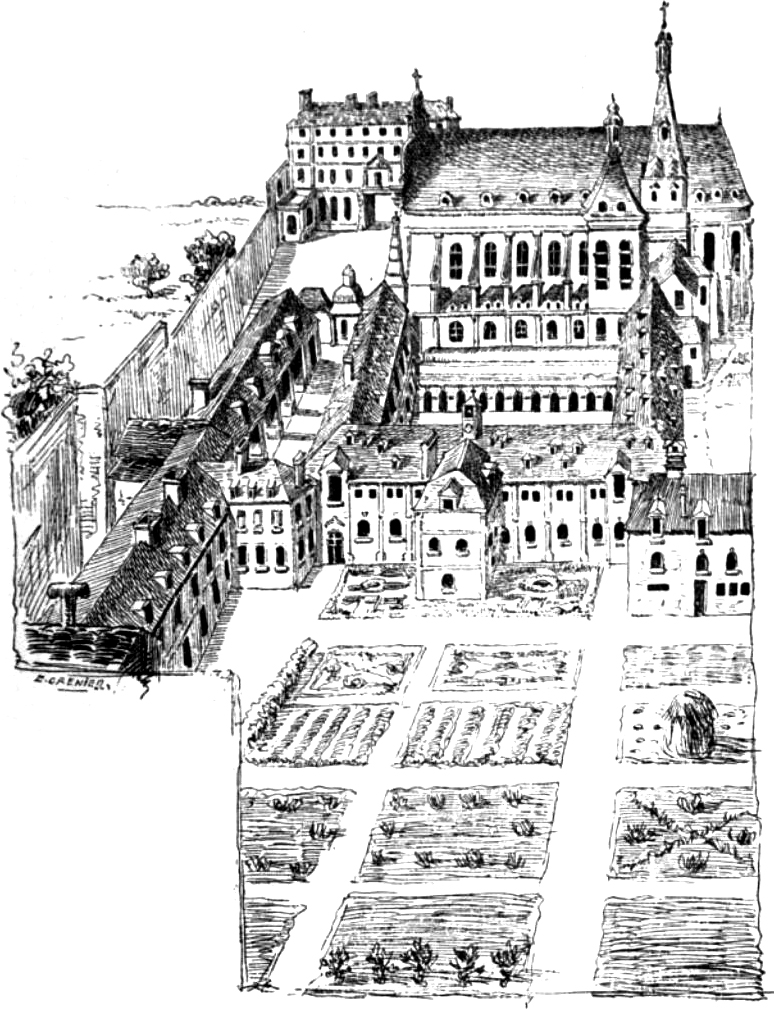
Monestir dels fuliencs de París, a un gravat del s. XVIII.

Va fer el noviciat i la professió monàstica a l'abadia d'Eaunes i va ésser ordenat sacerdot el 1577. El mateix any fou consagrat abat a Tolosa i tornà a Feuillant amb la intenció de reformar-hi la disciplina cistercenca original. Els monjos del monestir, uns dotze, hi duien una vida mundana i llunyana de l'ideal monàstic de l'orde i no van acollir bé la idea de la reforma; dos d'ells van intentar enverinar-lo, sense aconseguir-ho. Davant la insistència del nou abat en la reforma, els contraris van abandonar el monestir, llevat de quatre monjos, dos d'ells encara novicis. Entre 1581 i 1586, la reforma de Feuillant va tenir diverses aprovacions papals, fins a l'aprovació de Sixt V; l'any 1587 següent l'abadia ja havia acollit gairebé 150 monjos que volien seguir la reforma.
Va esdevenir conseller espiritual d'Enric III de França, que el 1587 va fer construir un monestir a París que donà a la congregació de La Barrière. A partir de Feuillant, es van fundar altres monestirs que adoptaren la reforma, a Roma i París entre altres llocs. A Bordeus, va fundar-se un convent de monges. Al si de l'Orde del Cister, va haver-hi sectors que trobaren excessives les pràctiques rigoroses i ascètiques dels fuliencs, sobretot perquè pensaren que conduiria a una escissió de l'orde i a la creació d'una branca diferenciada, com havia passat amb altres ordes religiosos o en l'origen del mateix Cister. La confirmació papal de l'orde de 1589 l'establia com una congregació separada de l'Orde del Cister i el 1595 eximia la congregació de la jurisdicció cistercenca, amb la potestat de promulgar constitucions diferenciades, la qual cosa equivalia al trencament temut.
En morir Enric III de França (1589), La Barrière va ésser l'encarregat del sermó funerari a la cerimònia reial. Poc després, al capítol general dels fuliencs de França i d'Itàlia que va tenir lloc a Roma el 1592, presidit per un legat papal per posar d'acord les comunitats cistercenca i fulienca, els abats de les dues comunitats van ésser obligats a dimitir. Jean de la Barrière va ser privat de qualsevol control sobre la congregació de Feuillant i hagué d'afrontar diverses acusacions, com la de traïdor a la causa catòlica, ja que havia donat suport al partit reial durant els conflictes del regnat d'Enric III. Va retirar-se a viure a Roma, al monestir de San Bernardo alle Terme. Per intervenció del cardenal Roberto Bellarmino, es va revisar el seu procés i va ser rehabilitat.
Va morir poc després, el 1600, a San Bernardo alle Terme, als braços del seu amic el cardenal Arnaud d'Ossat.

## Veneració
La congregació fulienca el celebrava al seu calendari litúrgic el 25 d'abril; l'abadia de Feuiallant va obtenir el permís de retre-li culte públic, el que equival al grau de venerable, com consta en alguns calendaris i martirologis. No obstant això, mai no se n'ha obert la causa de beatificació.
Va ésser enterrat a San Bernardo alle Terme, però Feuillant va obtenir de Roma algunes relíquies del fundador: el cap i el cor. En ésser suprimit el monestir, les relíquies van passar a Tolosa i avui es conserven en un pilar de la basílica de Sant Serni, sota una làpida amb una inscripció en llatí.
Voltaire esmenta Jean de la Barrière en un dels seus Contes philosophiques.